# Škofija Hearst
Škofija Hearst je rimskokatoliška škofija s sedežem v Hearstu (Ontario, Kanada).

## Geografija
Škofija zajame področje 108.830 km² s 38.336 prebivalci, od katerih je 29.563 rimokatoličanov (77,1 % vsega prebivalstva).
Škofija se nadalje deli na 27 župnij.

## Škofje
- Joseph-Jean-Baptiste Hallé (3. december 1938-7. oktober 1939)
- Joseph Charbonneau (22. junij 1939-21. maj 1940)
- Albini LeBlanc (14. december 1940-22. december 1945)
- Georges-Léon Landry (22. februar 1946-14. januar 1952)
- Louis Lévesque (9. junij 1952-13. april 1964)
- Jacques Landriault (27. maj 1964-24. marec 1971)
- Roger-Alfred Despatie (8. februar 1973-13. april 1993)
- Pierre Fisette (27. december 1993-21. december 1995)
- André Vallée (19. avgust 1996-3. november 2005)